# 马氏海生水母
马氏海生水母（学名：Halitrephes maasi）俗称烟花水母，是硬水母目海棘水母科单型属海生水母属（Halitrephes）唯一的一种。马氏海生水母生活在深海中，比较罕见。马氏海生水母身体呈散射状，具有亮紫色的触角和淡蓝色的伞帽，远看像深海中的烟花一般。